# ГКГС III класса
ГКГС III класса — группа белков, принадлежащих к классу главного комплекса гистосовместимости (ГКГС, англ. MHC). В отличие от других типов MHC, таких как MHC класса I и MHC класса II , структура и функции которых в иммунном ответе четко определены, MHC класса III плохо определены структурно и функционально. Они не участвуют в связывании антигена (процесс, называемый презентацией антигена, классическая функция белков MHC). Лишь немногие из них действительно участвуют в иммунитете, в то время как многие из них являются сигнальными молекулами в других клеточных коммуникациях. Они в основном известны по своим генам, их подобласть генов находится между кластерами MHC-I и MHC-II.
Кластер генов был обнаружен, когда гены (в частности, компоненты комплемента C2, C4 и фактор B) были обнаружены между генами класса I и класса II на коротком (p) плече хромосомы 6 человека. Позже было обнаружено, что он содержит множество генов различных сигнальных молекул, таких как факторы некроза опухоли (TNF) и белки теплового шока. Описано более 60 генов MHC класса III, что составляет около 28 % от общего количества генов MHC (224). Область в кластере генов MHC класса III, которая содержит гены TNF, также известна как MHC класса VI или воспалительная область.
В отличие от других белков MHC, белки MHC класса III вырабатываются клетками печени (гепатоцитами) и макрофагами, а также другими[какими?] клетками.

## Структура генов
Гены MHC класса III у человека расположены на хромосоме 6 (6p21.3). Он занимает 700 т.п.н. и содержит 61 ген. Кластер генов — это наиболее генная область генома человека. Они в основном похожи на таковые у других животных. Функции многих генов пока неизвестны. Многие ретротранспозоны, такие как эндогенный ретровирус человека (HERV) и элементы Alu, расположены в кластере. Область, содержащая гены G11 / C4 / Z / CYP21 / X / Y размером от 142 до 214 т.п.н., известна как самый сложный кластер генов в геноме человека.

### Разнообразие
Гены MHC класса III похожи у людей, мышей, лягушек (Xenopus tropicalis) и серого короткохвостого опоссума, но не все гены являются общими. Например, человеческие NCR3 , MIC и MCCD1 отсутствуют у мыши. Человеческие NCR3 и LST1 отсутствуют у опоссума. Однако птицы (домашняя курица и перепел) имеют только один ген, который кодирует компонент комплемента (C4). У рыб гены распределены в разных хромосомах.